# اقوام ساکن پاکستان
پاکستان کشوری با تنوع قومی و زبانی بسیار است. گروه‌های قومی و زبانی پاکستان، شامل؛ پنجابی‌ها، پشتون‌ها، سِندی‌ها، سرائیکی‌ها، مهاجرها، بلوچ‌ها، هندکووان‌ها/هزاره‌وال‌ها، براهویی‌ها و کوهستانی‌ها، همچنین تعداد قابل توجهی از گروه‌های کوچک‌تر، مانند؛ شیناها، بالتی‌ها، کشمیری‌ها، پاهاری‌ها، چیترالی‌ها، توروالی‌ها، هزاره‌ها، بروشوها، واخی‌ها، کالاش‌ها، سیدی‌ها، ازبک‌ها، نورستانی‌ها، پامیری‌ها و سایر اقلیت‌های کوچکتر هستند.

## پناهندگان
سرشماری پاکستان شامل ۱٫۴ میلیون شهروند افغانستانی که به‌طور موقت در پاکستان زندگی می‌کنند، نمی‌شود. اکثریت آن‌ها در چهار دهه گذشته در پاکستان متولد شده‌اند و عمدتاً به گروه قومی پشتون تعلق دارند. آن‌ها همچنین شامل تاجیک‌ها، ازبک‌ها و دیگران می‌شوند.

## گروه‌های قومی اصلی

### پنجابی‌ها
پنجابی‌ها یک گروه قومی - زبانی هندوآریایی بومی منطقه پنجاب بین هند و پاکستان هستند. آن‌ها بزرگ‌ترین گروه قومی پاکستان هستند. مسلمانان پنجابی سومین قوم مسلمان پیرو اسلام در جهان، و پس از عرب‌ها و بنگالی‌ها هستند.
به‌طور سنتی، هویت پنجابی عمدتاً زبانی، جغرافیایی و فرهنگی است. هویت آن مستقل از منشأ تاریخی یا مذهب است و به کسانی اشاره دارد که در منطقه پنجاب زندگی می‌کنند یا با جمعیت آن مرتبط هستند و کسانی که زبان پنجابی و گویش‌های آن را زبان مادری خود می‌دانند. ادغام و جذب بخش‌های مهمی از فرهنگ پنجابی هستند، زیرا هویت پنجابی صرفاً بر اساس ارتباطات قبیله‌ای نیست.

### پشتون‌ها
پشتون‌ها یک گروه قومی - زبانی ایرانی هستند و دومین قومیت بزرگ پاکستان را تشکیل می‌دهند. آن‌ها به زبان پشتو صحبت می‌کنند و به قبایل متعددی مانند آفریدی، دُرانی، یوسف‌زَی و خَتَک تقسیم می‌شوند که از جمله قبایل اصلی پشتون در پاکستان به‌شمار می‌روند. آن‌ها تقریباً ۳۸ میلیون نفر از کل جمعیت پاکستان را تشکیل می‌دهند و عمدتاً پیرو اسلام سنی هستند.